# Talking Body
Talking Body è un singolo della cantante svedese Tove Lo, pubblicato il 13 gennaio 2015 come secondo estratto dal primo album in studio Queen of the Clouds.

## Descrizione
Prodotta da The Struts e Shellback, Talking Body è una canzone di genere elettropop, contenente elementi trip hop, synthpop e indie pop. A livello lirico, essa parla di cercare di sedurre qualcuno al fine di instaurare un rapporto sessuale.
Il brano è stato elogiato per la sua sfrontatezza. Sam Lansky di Time ha dichiarato che «Tove Lo può essere volgare, come nel caso di Talking Body, che imposta un hook scabroso a cospetto dell'irresistibilmente orecchiabile produzione di Shellback, ma tale sensualità è manifestata attraverso la frustrazione; lei possiede il suo desiderio, tutto gas.»

## Tracce
Download digitale – Remixes EP
1. Talking Body (Gryffin Remix) – 4:29
2. Talking Body (KREAM Remix) – 3:39
3. Talking Body (WDL Remix) – 3:41
4. Talking Body (Panic City Remix) – 4:46
5. Talking Body (The Young Professionals Remix) – 3:39

## Formazione
Musicisti
- Tove Lo – voce
- The Struts – strumentazione, programmazione
- Shellback – programmazione aggiuntiva, tastiera

Produzione
- The Struts – produzione
- Shellback – produzione
- Björn Engelmann – mastering
- Șerban Ghenea – missaggio
- John Hanes – assistenza al missaggio

## Classifiche

### Classifiche settimanali
| Classifica (2015) | Posizione massima |
| ----------------- | ----------------- |
| Australia         | 95                |
| Belgio (Fiandre)  | 69                |
| Belgio (Vallonia) | 75                |
| Canada            | 14                |
| Danimarca         | 26                |
| Finlandia         | 13                |
| Germania          | 100               |
| Irlanda           | 6                 |
| Italia            | 96                |
| Paesi Bassi       | 74                |
| Regno Unito       | 17                |
| Repubblica Ceca   | 14                |
| Slovacchia        | 24                |
| Spagna            | 71                |
| Stati Uniti       | 12                |
| Svezia            | 16                |
| Ungheria          | 26                |

### Classifiche di fine anno
| Classifica (2015) | Posizione |
| ----------------- | --------- |
| Canada            | 50        |
| Danimarca         | 62        |
| Stati Uniti       | 37        |
| Svezia            | 48        |
| Ungheria          | 86        |